# Hans Martin Schaller
Hans Martin Schaller (* 7. September 1923 in Belgard, Pommern; † 21. Oktober 2005 in Zorneding) war ein deutscher Historiker, der sich intensiv mit der Zeit Kaiser Friedrichs II. auseinandergesetzt hat.
Hans Martin Schaller wuchs in Elberfeld auf und war seit dem 8. Lebensjahr auf Grund einer spinalen Kinderlähmung körperlich behindert. Nach dem humanistischen Gymnasium studierte er an den Universitäten Jena, Straßburg und Göttingen, wo er Schüler von Wilhelm Berges und Percy Ernst Schramm war. Seine 1951 abgeschlossene Dissertation über die Kanzlei Kaiser Friedrichs II. ist bis heute ein wichtiges Referenzwerk. Nach einer fünfjährigen Tätigkeit am Deutschen Historischen Institut in Rom war er seit 1957 Mitarbeiter der Monumenta Germaniae Historica (MGH). Er habilitierte sich 1966 an der Universität Salzburg über die Briefsammlung des Thomas von Capua und wurde 1970 an die Universität Würzburg berufen, von wo er aber nach einem Jahr wieder zu den MGH zurückkehrte. Dort wirkte er unter anderem als Mitherausgeber der Fachzeitschrift Deutsches Archiv für Erforschung des Mittelalters und als Mitglied der Zentraldirektion.
Seine Forschungsschwerpunkte waren die Geschichte der staufischen Kaiserzeit und insbesondere deren Urkunden- und Briefsammlungen, namentlich die des Petrus de Vinea.
Schaller wurde 1986 mit dem Bundesverdienstkreuz am Bande ausgezeichnet.

## Schriften (Auswahl)
- Handschriftenverzeichnis zur Briefsammlung des Petrus de Vinea, bearb. v. Hans Martin Schaller unter Mitarbeit von Bernhard Vogel, Hannover 2002 (= MGH-Hilfsmittel, 18). ISBN 3-7752-1125-X.
- Die Wiener Reichskrone – entstanden unter König Konrad III., in: Die Reichskleinodien. Herrschaftszeichen des Heiligen Römischen Reiches, hrsg. von der Gesellschaft für staufische Geschichte, Göppingen 1997, S. 58–105, ISBN 3-929776-08-1.
- Die Frömmigkeit Kaiser Friedrichs II., in: Deutsches Archiv für Erforschung des Mittelalters 51 (1995), S. 493–513.
- Stauferzeit. Ausgewählte Aufsätze, Hannover 1993 (= MGH-Schriften, 38), ISBN 3-7752-5438-2 (ebd., S. 603–609 ein Schriftenverzeichnis bis 1993).
- Kaiser Friedrich II. Verwandler der Welt, Göttingen 1991, ISBN 3-7881-0034-6.
- Studien zur Briefsammlung des Kardinals Thomas von Capua, in: Deutsches Archiv für Erforschung des Mittelalters 21 (1965), S. 371–518 (Habilitationsschrift).
- Die Kanzlei Kaiser Friedrichs II. Ihr Personal und ihr Sprachstil, in: Archiv für Diplomatik 3 (1957), S. 207–286; Archiv für Diplomatik 4 (1958), S. 264–327 (Dissertation).